# ماروپاتی
ماروپاتی (به ایتالیایی: Maropati) یک کومونه در ایتالیا است که در استان رجو کالابریا واقع شده‌است.

## خصوصیات
ماروپاتی ۱۰٫۳ کیلومترمربع مساحت و ۱٬۶۵۵ نفر جمعیت دارد و ۲۳۹ متر بالاتر از سطح دریا واقع شده‌است.